# Ján Pöstényi
Ján Pöstényi (néhol Pőstényi; Kukló, 1891. július 27. – Nagyszombat, 1980. október 26.) katolikus pap, pápai kamarás, újságíró, a Szent Adalbert Egylet titkára.

## Élete
1901-től előbb a szakolcai gimnázium diákja, ahol a szlovák nemzeti eszme iránt mutat élénk érdeklődést, majd a nagyszombati gimnázium diákja lett. Pánszlávizmus és magyarellenesség vádjával 1907-ben elutasították a gimnáziumból. Végül Kecskeméten fejezte be a gimnáziumi tanulmányait. A teológiát Nyitrán végezte. 1915-ben pappá szentelték. 
Káplánként szolgált 1915-ben Máriatölgyesen, 1915–1919 között Kiszucaújhelyen, ahol daloskört és színtársulatot vezetett, majd 1919-ben Zsolnán. Szlovák színházi előadásokat szervezett és szlovák publicisztikát folytatott. Elköteleződése miatt gondja volt a magyar egyházi vezetéssel. A csehszlovák államfordulat során a kiszucaújhelyi szlovák nemzeti bizottság alapítója és vezetője, és Csehszlovákia támogatója lett. Az északi hadjárat alatt 500 kiszucai önkéntes kiállítását szervezte meg. Később az autonóm Szlovákia mellett tette le a garast.
1921-től pápai kamarás lett. 1922–1923-ban a trencséni leány nép- és polgári iskola igazgatója volt. 1928-tól a tartományi gyűlés tagja a Hlinka Néppárt színeiben. Szlovákia 1939-es önállósulása után a parlament egyik szakértőjévé nevezték ki. 1940–1943 között az Országos Tanács tagja volt.
1920. november 4-én a Szent Adalbert Egylet titkárává nevezték ki, a tisztséget 1957-ig viselte. Az egyesületet újjászervezte, széles néptömegeket és a külföldi szlovákságot is bekapcsolta. Kiépítette a František Richard Osvald múzeumot, levéltárat, könyvtárat, könyvesboltot és nyomdát hozott létre. Az egylet új épületet kapott. 1926-ban és 1937-ben az egyesült államokbeli szlovákokhoz menő egyleti delegáció tagja volt. A határon túli (jugoszláviai, magyarországi, romániai) szlovák egyházi irodalom terjesztésében is érdemeket szerzett. Az 1933-as nyitrai Pribina ünnepségek és az 1935-ös nagyszombati egyetemi 300. évforduló egyik szervezője. Vezetése alatt az egylet nem adott ki nemzetiszocialista szellemű kiadványt, a zsidók hátrányos megkülönböztetését ellenezte. Néhány zsidó orvosnak segített. 1945-ben bebörtönözték.
Álnevei: Bohuznámy, Ján Ladislav Kuklovan, Kuklovan, J. P. Kysucký, Povážsky, Pozorovateľ, Pravdomil. Používal značky J. P., -n-, P. J., X, Pi J.

## Művei
Főként a Slovák és Kultúra folyóiratokban közölt cikkeket.
- 1921 Pamätná kniha vysviacky slovenských biskupov. Trnava
- 1922 B. de Perugia: Leukotea. Trnava (fordítás)
- 1925 Modlitby a spevy pri navštevovaní štyroch bazilík v Ríme. Trnava (imakönyv)
- 1925 Nebeské kvietky. Trnava (imakönyv)
- 1927 Účasť SSV na národnom živote Slovenskom. Kultúra 2
- 1929 Slováci a sv. Václav. Trnava
- 1930 Dejiny SSV. Trnava
- 1931 Alexander Rudnay. Kultúra 3/9
- 1931 Palkovičova pozostalosť. Kultúra 3/1-4
- 1931 Tichomír Milkin. Kultúra 3/12
- 1931 Duchovné ruže. Trnava (imakönyv)
- 1932 Ave Maria. Trnava (imakönyv)
- 1932 Na čo sa zabúda. Kultúra 4/12
- 1933 Ružičky. Trnava (imakönyv)
- 1933 Čachtická schôdzka Tatrína. Kultúra 5/9
- 1933 Juraj Papánek, prvý slovenský historik. In: Sborník Literárno-vedeckého odboru SSV 1933, 43-58
- 1933 Katolícke Slovensko. Trnava (ed.)
- 1933 Duševné náhľady a naša katolícka tlač. Kultúra 5/1
- 1934 Anjelské hlasy. Trnava (imakönyv)
- 1935 Ambro Pietor. Slovák 17/184)
- 1936 Tradícia cyrilometodská a unionistická. Slovák 18. 7. 1936
- 1937 Jednotný katolícky spevník. Trnava (ed.) (imakönyv)
- 1938 Boh, moja spása. Trnava (imakönyv)
- 1938 Z minulosti Trnavy do prevratu (1918). In: Kolektív: Trnava 1238–1938. Trnava
- 1940 Údajná nespokojnosť slovenskej katolíckej inteligencie. Kultúra 12/1-2
- 1943 Slovenský národný život v Trnave v rokoch 1488-1820. Trnava (Kultúra 15/7-8)
- 1963 Cyrilometodská tradícia na Slovensku. In: Apoštoli Slovienov. Trnava
- 1969 Malý katechizmus katolíckeho náboženstva. Bratislava (tankönyv)